# Бойд (Монтана)
Бойд (англ. Boyd) — переписна місцевість (CDP) в США, в окрузі Карбон штату Монтана. Населення — 19 осіб (2020).

## Географія
Бойд розташований за координатами 45°27′20″ пн. ш. 109°4′0″ зх. д. / 45.45556° пн. ш. 109.06667° зх. д. (45.455631, -109.066699).  За даними Бюро перепису населення США в 2010 році переписна місцевість мала площу 0,58 км², уся площа — суходіл.

## Демографія
Згідно з переписом 2010 року, у переписній місцевості мешкало 35 осіб у 12 домогосподарствах у складі 11 родини. Густота населення становила 60 осіб/км².  Було 13 помешкання (22/км²).
Расовий склад населення:
| - 100,0 % — білих |

До двох чи більше рас належало 0,0 %. Частка іспаномовних становила 0,0 % від усіх жителів.
За віковим діапазоном населення розподілялося таким чином: 31,4 % — особи молодші 18 років, 57,2 % — особи у віці 18—64 років, 11,4 % — особи у віці 65 років та старші. Медіана віку мешканця становила 36,3 року. На 100 осіб жіночої статі у переписній місцевості припадало 94,4 чоловіків;  на 100 жінок у віці від 18 років та старших — 140,0 чоловіків також старших 18 років.
Цивільне працевлаштоване населення становило 20 осіб. Основні галузі зайнятості: роздрібна торгівля — 75,0 %, виробництво — 25,0 %.